# Дафферін
Дафферін (англ. Dufferin) — парафія в Канаді, у провінції Нью-Брансвік, у складі графства Шарлотт.

## Населення
За даними перепису 2016 року, парафія нараховувала 573 особи. Середня густина населення становила 46,4 осіб/км².
З офіційних мов обидвома одночасно володіли 70 жителів, тільки англійською — 505. Усього 15 осіб вважали рідною мовою не одну з офіційних.
Працездатне населення становило 60% усього населення, усі були зайняті. 90% осіб були найманими працівниками, а 10% — самозайнятими.
Середній дохід на особу становив $42 701 (медіана $31 648), при цьому для чоловіків — $53 260, а для жінок $32 754 (медіани — $40 576 та $26 368 відповідно).
33,7% мешканців мали закінчену шкільну освіту, не мали закінченої шкільної освіти — 6,9%, 60,4% мали післяшкільну освіту, з яких 26,2% мали диплом бакалавра, або вищий.
| Статево-вікова структура населення | Статево-вікова структура населення | Статево-вікова структура населення | Статево-вікова структура населення | Статево-вікова структура населення |
| ---------------------------------- | ---------------------------------- | ---------------------------------- | ---------------------------------- | ---------------------------------- |
|                                    |                                    |                                    |                                    |                                    |
| Всього                             | Всього                             | 47,8%52,2%                         |                                    |                                    |
| 0 — 14 років                       | 0 — 14 років                       |                                    | 15,7%                              | 15,7%                              |
| 15 — 64 років                      | 15 — 64 років                      |                                    | 60%                                | 60%                                |
| 65 і більше                        | 65 і більше                        |                                    | 24,3%                              | 24,3%                              |
| 85 і більше                        | 85 і більше                        |                                    | 2,6%                               | 2,6%                               |
| Середній вік (років)               | Середній вік (років)               | 44,946,3                           | 45,7                               | 45,7                               |
| Медіана (років)                    | Медіана (років)                    | 48,250,2                           | 49,6                               | 49,6                               |
| — чоловіки — жінки                 |                                    |                                    |                                    |                                    |

| Походження мешканців:     | Походження мешканців:     | Походження мешканців: | Походження мешканців: | Походження мешканців: |
| ------------------------- | ------------------------- | --------------------- | --------------------- | --------------------- |
| Походження                |                           |                       | осіб                  | %                     |
| Корінні американці        | Корінні американці        |                       | 15                    | 2.52%                 |
| Інше північноамериканське | Інше північноамериканське |                       | 325                   | 54.62%                |
| Європейське               | Європейське               |                       | 410                   | 68.91%                |
| британське                | британське                |                       | 330                   | 55.46%                |
| французьке                | французьке                |                       | 105                   | 17.65%                |
| Карибське                 | Карибське                 |                       | 10                    | 1.68%                 |
| Африканське               | Африканське               |                       | 15                    | 2.52%                 |
| Океанійське               | Океанійське               |                       | 10                    | 1.68%                 |

| Зайнятість населення за галузями (за класифікацією NOC): | Зайнятість населення за галузями (за класифікацією NOC): | Зайнятість населення за галузями (за класифікацією NOC): | Зайнятість населення за галузями (за класифікацією NOC): | Зайнятість населення за галузями (за класифікацією NOC): |
| -------------------------------------------------------- | -------------------------------------------------------- | -------------------------------------------------------- | -------------------------------------------------------- | -------------------------------------------------------- |
|                                                          |                                                          |                                                          |                                                          |                                                          |
| Управління                                               | Управління                                               |                                                          | 6,7%                                                     | 6,7%                                                     |
| Бізнес, фінанси та адміністрування                       | Бізнес, фінанси та адміністрування                       |                                                          | 18,3%                                                    | 18,3%                                                    |
| Природничі та прикладні науки                            | Природничі та прикладні науки                            |                                                          | 3,3%                                                     | 3,3%                                                     |
| Охорона здоров'я                                         | Охорона здоров'я                                         |                                                          | 13,3%                                                    | 13,3%                                                    |
| Освіта, правозахист, муніципальні та урядові служби      | Освіта, правозахист, муніципальні та урядові служби      |                                                          | 11,7%                                                    | 11,7%                                                    |
| Роздрібна торгівля та послуги                            | Роздрібна торгівля та послуги                            |                                                          | 21,7%                                                    | 21,7%                                                    |
| Гуртова торгівля, транспорт та обладнання                | Гуртова торгівля, транспорт та обладнання                |                                                          | 15%                                                      | 15%                                                      |
| Природні ресурси, сільське господарство                  | Природні ресурси, сільське господарство                  |                                                          | 3,3%                                                     | 3,3%                                                     |
| Виробництво                                              | Виробництво                                              |                                                          | 6,7%                                                     | 6,7%                                                     |

## Клімат
Середня річна температура становить 6,3°C, середня максимальна – 24,2°C, а середня мінімальна – -14,4°C. Середня річна кількість опадів – 1 149 мм.
| Клімат поселення                              | Клімат поселення | Клімат поселення | Клімат поселення | Клімат поселення | Клімат поселення | Клімат поселення | Клімат поселення | Клімат поселення | Клімат поселення | Клімат поселення | Клімат поселення | Клімат поселення | Клімат поселення |
| Показник                                      | Січ.             | Лют.             | Бер.             | Квіт.            | Трав.            | Черв.            | Лип.             | Серп.            | Вер.             | Жовт.            | Лист.            | Груд.            |                  |
| Середній максимум, °C                         | −1,5             | 0,02             | 5,10             | 11,44            | 17,82            | 22,83            | 24,21            | 23,48            | 18,45            | 12,60            | 6,88             | 0,08             |                  |
| Середня температура, °C                       | −7,93            | −6,41            | −1,33            | 5,02             | 11,39            | 16,40            | 19,64            | 18,90            | 13,88            | 8,01             | 2,32             | −4,5             |                  |
| Середній мінімум, °C                          | −14,35           | −12,85           | −7,76            | −1,4             | 4,97             | 9,97             | 15,07            | 14,33            | 9,31             | 3,45             | −2,26            | −9,07            |                  |
| Норма опадів, мм                              | 102              | 76               | 98               | 97               | 102              | 89               | 87               | 83               | 94               | 101              | 113              | 107              |                  |
| Середньомісячна швидкість вітру, м/с          | 4.97             | 5.00             | 5.04             | 4.76             | 4.39             | 4.06             | 3.59             | 3.48             | 3.97             | 4.48             | 4.91             | 5.04             |                  |
| Середньомісячна сонячна радіація, кДж/м²·день | 5430             | 8658             | 12330            | 15465            | 18328            | 20289            | 20028            | 17867            | 13437            | 8675             | 5231             | 4310             |                  |
| --------------------------------------------- | ---------------- | ---------------- | ---------------- | ---------------- | ---------------- | ---------------- | ---------------- | ---------------- | ---------------- | ---------------- | ---------------- | ---------------- | ---------------- |
| Джерело:                                      |                  |                  |                  |                  |                  |                  |                  |                  |                  |                  |                  |                  |                  |